# Holland Patent
Holland Patent est un village du comté d'Oneida, dans l'État de New York, aux États-Unis,. En 2010, il comptait une population de 458 habitants.

## Démographie
Lors du recensement de 2010, le village comptait une population de 458 habitants. Elle est estimée, en 2016, à 444 habitants.